# Маргаліта Чахнашвілі
Маргаліта Чахнашвілі (нар. 9 грудня 1982) — колишня грузинська тенісистка.
Найвищу одиночну позицію світового рейтингу — 134 місце досягла 30 липня 2007, парну — 149 місце — 15 червня 2009 року.
Здобула 10 одиночних та 5 парних титулів.

## Фінали ITF (15–22)

### Одиночний розряд (10–12)
| Легенда          |
| ---------------- |
| турніри $100,000 |
| турніри $75,000  |
| турніри $50,000  |
| турніри $25,000  |
| турніри $10,000  |

| Фінали за покриттям |
| ------------------- |
| Тверде (2–3)        |
| Ґрунт (8–8)         |
| Трава (0–0)         |
| Килим (0–1)         |

| Результат | Ранг | Дата            | Турнір                        | Покриття  | Суперниця             | Рахунок       |
| --------- | ---- | --------------- | ----------------------------- | --------- | --------------------- | ------------- |
| Поразка   | 1.   | 3 лютого 2002   | Майорка, Іспанія              | Ґрунт     | Дінара Сафіна         | 3–6, 6–3, 5–7 |
| Поразка   | 2.   | 21 квітня 2002  | Кальярі, Італія               | Ґрунт     | Лаура Делль'Анджело   | 3–6, 6–7(4–7) |
| Перемога  | 1.   | 15 вересня 2002 | Софія, Болгарія               | Ґрунт     | Десислава Топалова    | 6–3, 4–6, 6–0 |
| Поразка   | 3.   | 12 вересня 2004 | Тбілісі, Грузія               | Ґрунт     | Марія Кондратьєва     | 5–7, 4–6      |
| Поразка   | 4.   | 4 червня 2005   | Раанана, Ізраїль              | Тверде    | Ципора Обзилер        | 0–6, 2–6      |
| Перемога  | 2.   | 18 вересня 2005 | Тбілісі, Грузія               | Ґрунт     | Манана Шапакідзе      | 6–2, 6–1      |
| Перемога  | 3.   | 3 грудня 2005   | Рамат-га-Шарон, Ізраїль       | Тверде    | Шерон Фічмен          | 6–3, 7–6(7–4) |
| Перемога  | 4.   | 10 грудня 2005  | Ra'anana, Ізраїль             | Тверде    | Ципора Обзилер        | 6–3, 7–5      |
| Перемога  | 5.   | 14 травня 2006  | Анталія, Туреччина            | Ґрунт     | Клер де Губернатіс    | 6–1, 7–5      |
| Поразка   | 5.   | 24 червня 2006  | Фонтанафредда, Італія         | Ґрунт     | Рената Ворачова       | 3–6, 3–6      |
| Перемога  | 6.   | 6 серпня 2006   | Мартіна-Франка, Італія        | Ґрунт     | Карін Кнапп           | 6–3, 7–5      |
| Поразка   | 6.   | 3 грудня 2006   | Мілан, Італія                 | Килим (i) | Роберта Вінчі         | 2–6, 4–6      |
| Перемога  | 7.   | 1 липня 2007    | Падуя, Італія                 | Ґрунт     | Сандра Заглавова      | 3–6, 6–1, 6–3 |
| Поразка   | 7.   | 30 березня 2008 | Гаммонд (Луїзіана), США       | Тверде    | Карлі Галліксон       | 4–6, 6–4, 4–6 |
| Поразка   | 8.   | 7 червня 2009   | Галатіна, Італія              | Ґрунт     | Ева Фернандес Бругес  | 6–3, 3–6, 2–6 |
| Перемога  | 8.   | 20 вересня 2009 | Неаполь, Італія               | Ґрунт     | Міхаела Похабова      | 6–2, 6–1      |
| Поразка   | 9.   | 26 червня 2010  | Періге, Франція               | Ґрунт     | Петра Цетковська      | 6–2, 1–6, 1–6 |
| Перемога  | 9.   | 3 жовтня 2010   | Тбілісі, Грузія               | Ґрунт     | Татія Мікадзе         | 6–4, 3–6, 7–5 |
| Перемога  | 10.  | 9 квітня 2011   | Помеція, Італія               | Ґрунт     | Анналіза Бона         | 1–6, 6–2, 6–2 |
| Поразка   | 10.  | 18 червня 2011  | Стамбул, Туреччина            | Тверде    | Марта Домаховська     | 5–7, 3–6      |
| Поразка   | 11.  | 16 жовтня 2011  | Сан-Кугат-дал-Бальєс, Іспанія | Ґрунт     | Река Луца Яні         | 4–6, 2–6      |
| Поразка   | 12.  | 7 грудня 2013   | Дуїно-Ауризіна, Італія        | Ґрунт (i) | Анастасія Гримальська | 3–6, 4–6      |

### Парний розряд (5–10)
| Легенда          |
| ---------------- |
| турніри $100,000 |
| турніри $75,000  |
| турніри $50,000  |
| турніри $25,000  |
| турніри $10,000  |

| Фінали за покриттям |
| ------------------- |
| Тверде (1–4)        |
| Ґрунт (4–5)         |
| Трава (0–0)         |
| Килим (0–1)         |

| Результат | Ранг | Дата            | Турнір                     | Покриття   | Партнерка              | Суперниці                                | Рахунок            |
| --------- | ---- | --------------- | -------------------------- | ---------- | ---------------------- | ---------------------------------------- | ------------------ |
| Поразка   | 1.   | 3 жовтня 1998   | Тбілісі, Грузія            | Ґрунт      | Софія Манагадзе        | Ольга Глущенко Тетяна Пучек              | 2–6, 4–6           |
| Поразка   | 2.   | 10 лютого 2006  | Капріоло, Італія           | Килим (i)  | Катерина Лопес         | Дар'я Кустова Катерина Макарова          | 2–6, 4–6           |
| Перемога  | 1.   | 13 травня 2006  | Анталія, Туреччина         | Ґрунт      | Іпек Шенолу            | Клер де Губернатіс Александра Дулгеру    | 6–4, 6–3           |
| Перемога  | 2.   | 8 липня 2006    | Мон-де-Марсан, Франція     | Ґрунт      | Ралука Олару           | Акгуль Аманмурадова Ніна Братчикова      | 7–5, 1–6, 6–1      |
| Поразка   | 3.   | 10 вересня 2006 | Местре, Італія             | Ґрунт      | Татьяна Марія          | Моніка Нікулеску Рената Ворачова         | 4–6, 6–3, 4–6      |
| Поразка   | 4.   | 8 липня 2007    | Кунео, Італія              | Ґрунт      | Юлія Бейгельзимер      | Дар'я Кустова Катерина Макарова          | 2–6, 6–2, 2–6      |
| Поразка   | 5.   | 20 жовтня 2007  | Сен-Рафаель (Вар), Франція | Тверде (i) | Ксенія Мілевська       | Лілія Остерло Катерина Макарова          | 2–6, 2–6           |
| Поразка   | 6.   | 20 вересня 2008 | Местре, Італія             | Ґрунт      | Віолетта Юк            | Мервана Югич-Салкич Орелі Веді           | 2–6, 3–6           |
| Поразка   | 7.   | 10 квітня 2009  | Монсон, Іспанія            | Тверде     | Альберта Бріанті       | Чень Ї Весна Долонц                      | 6–2, 4–6, [8–10]   |
| Поразка   | 8.   | 8 серпня 2009   | Монтероні-ді-Лечче, Італія | Ґрунт      | Ніколе Клеріко         | Сандра Клеменшиц Патріція Майр-Ахлайтнер | 3–6, 4–6           |
| Перемога  | 3.   | 22 серпня 2009  | Вестенде, Бельгія          | Тверде     | Василіса Давидова      | Емілі Баке Ясмін Вер                     | 6–2, 7–5           |
| Поразка   | 9.   | 24 жовтня 2009  | Сен-Рафаель (Вар), Франція | Тверде (i) | Сільвія Солер Еспіноза | Клер Феерстен Стефані Форец              | 6–7(4–7), 5–7      |
| Поразка   | 10.  | 31 березня 2011 | Монсон, Іспанія            | Тверде     | Івана Лісяк            | Олена Бовіна Валерія Савіних             | 1–6, 6–2, [4–10]   |
| Перемога  | 4.   | 12 червня 2011  | Злін, Чехія                | Ґрунт      | Юлія Бейгельзимер      | Река Луца Яні Каталін Мароші             | 3–6, 6–1, [10–8]   |
| Перемога  | 5.   | 2 червня 2012   | Градо, Італія              | Ґрунт      | Екатеріне Горгодзе     | Клаудія Джовіне Анастасія Гримальська    | 7–6(7–2), 7–6(7–1) |